# Bataille de Front Royal
Guerre de Sécession
Batailles
Campagne de la vallée de Shenandoah (1862)
- 1re Kernstown
- McDowell
- Front Royal
- 1re Winchester
- Good's Farm
- Cross Keys
- Port Republic

La bataille de Front Royal, appelée aussi Guard Hill ou Cedarville, s'est déroulée le 23 mai 1862, dans le comté de Warren, Virginie, lors de la campagne de la vallée de Shenandoah du major général Thomas J. "Stonewall" Jackson pendant la guerre de Sécession. Front Royal montre l'usage fait par Jackson de la topographie de la vallée et de la mobilité pour unifier ses propres forces tandis qu'il divise celles de ses ennemis. À un coût minimal, il force au retrait d'une importante armée de l'Union en frappant ses flancs et menaçant ses arrières.

## Contexte

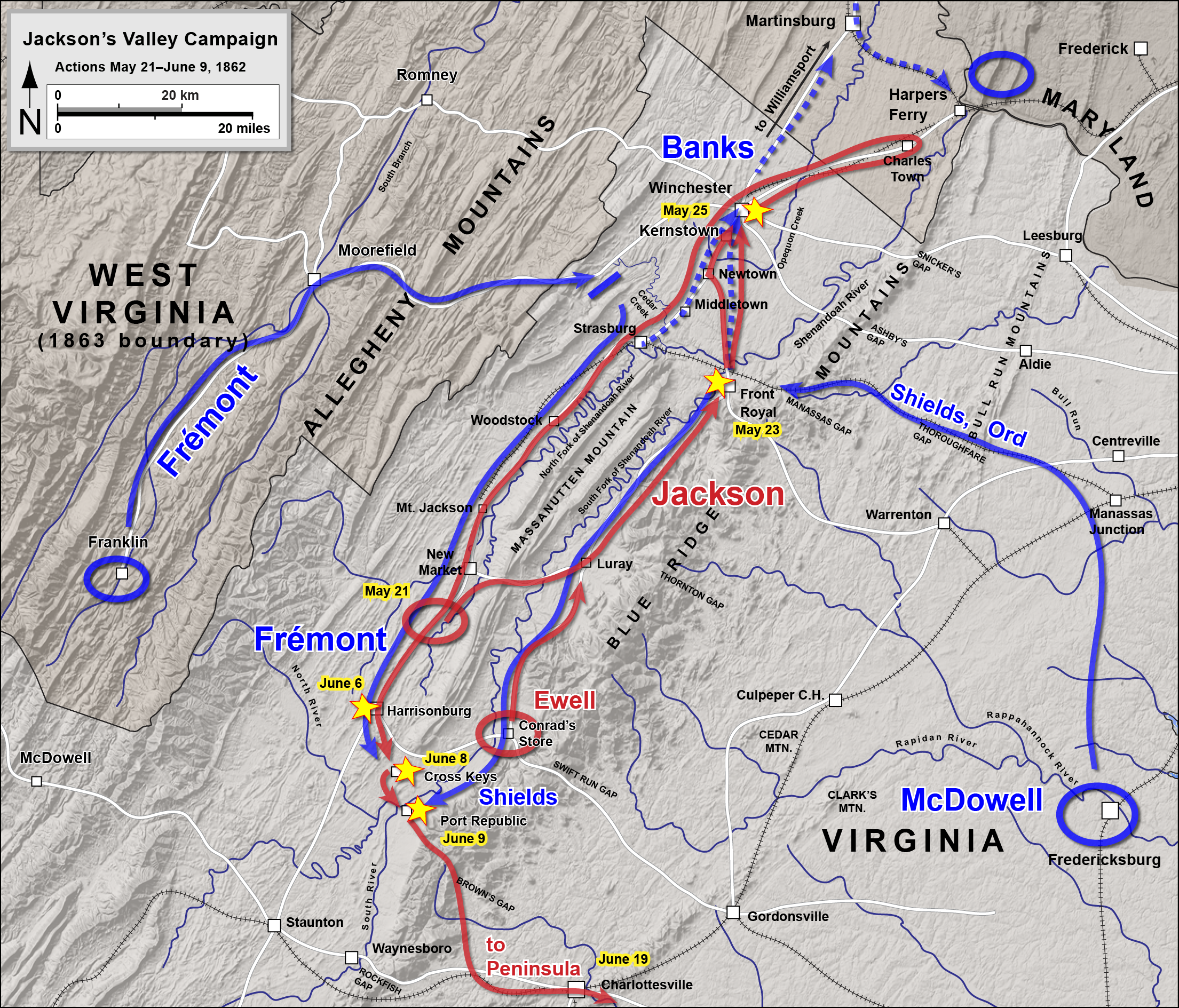
Campagne de la vallée de Shenandoah de Jackson : de Front Royal à Port Republic.

Le 21 mai 1862, l'armée de l'Union sur les ordres du major général Nathaniel P. Banks, totalisant environ 9 000 hommes, se concentre aux alentours de Strasburg, Virginie, avec deux compagnies d'infanterie au dépôt de Buckton. Le colonel John R. Kenly commande 1 063 hommes et deux canons à Front Royal. La cavalerie confédérée, sous les ordres du colonel Turner Ashby affronte Banks près de Strasburg, mais se retire pour rejoindre l'armée principale, qui traverse Massanutten Mountain via New Market Gap pour atteindre Luray, Virginie. Le 22 mai 1862, l'armée de la Vallée de Jackson (environ 16 500 hommes) avance le long de la route boueuse de Luray à moins de seize kilomètres de Front Royal. Le quartier général de Jackson est à Cedar Point. Le régiment de cavalerie du colonel Thomas T. Munford est envoyé à l'est pour fermer Manassas Gap et couper les communications entre Front Royal et Washington, D.C.

## Bataille

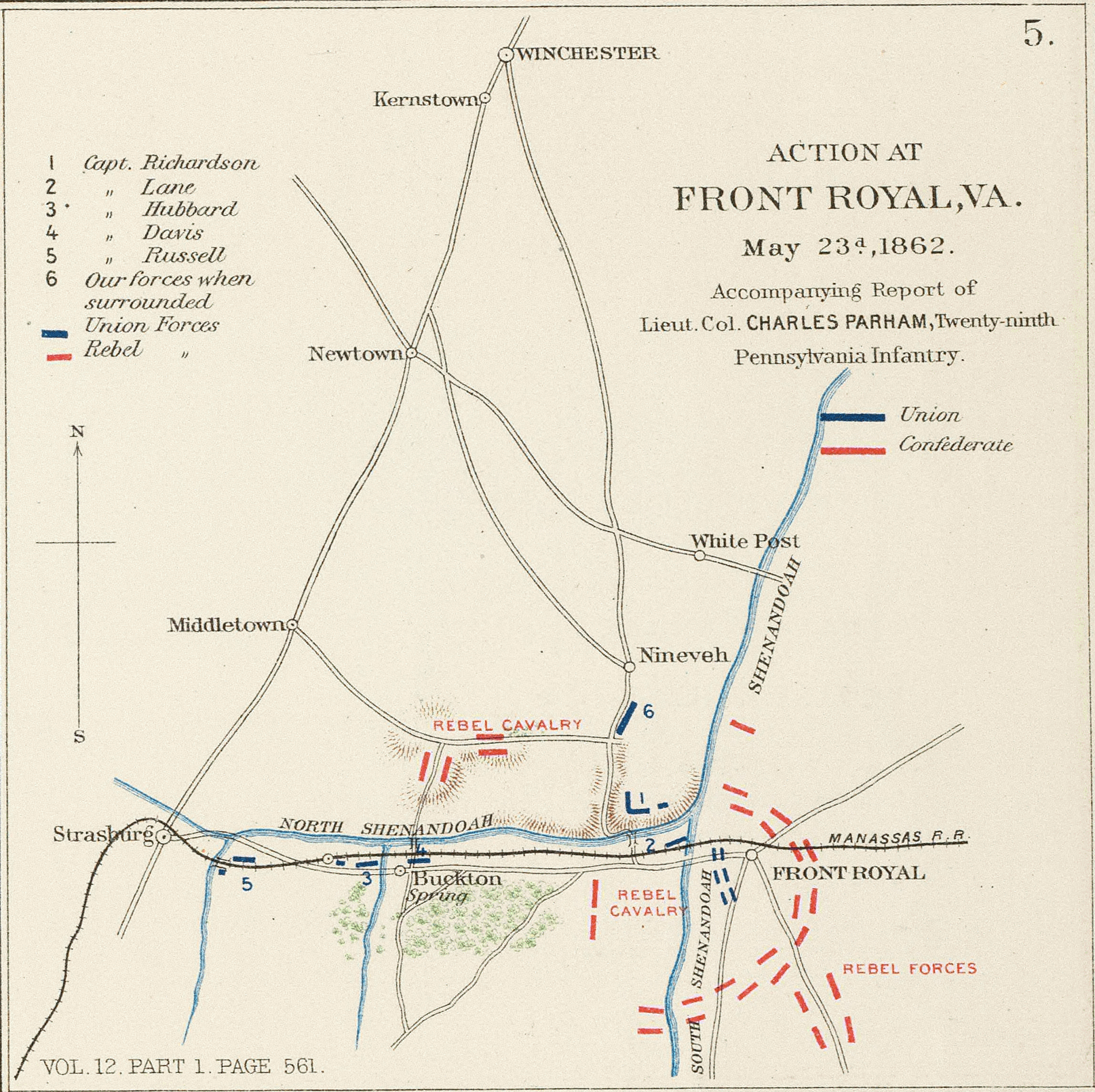
Action à Front Royal, Virginie

Le matin du 23 mai 1862, l'avant garde de l'armée de Jackson atteint Spangler's Crossroads (de nos jours Limeton, Virginie). À cet endroit la cavalerie confédérée sous les ordres des colonels Ashby et Thomas Flournoy dévie vers l'ouest pour traverser la branche sud de la rivière Shenandoah à McCoy's Ford. L'infanterie continue vers Asbury Chapel et à droite sur un croisement pour atteindre la route de Gooney Manor. En suivant cette route, ils approchent de Fort Royal par le sud, contournant les piquets fédéraux qui stationnent près de la rivière sur la route de Luray à 1,6 kilomètre du palais de justice. Après une escarmouche mineure, les fédéraux se retirent.
La brigade de tête de Jackson, sous le commandement du brigadier général Richard Taylor, se déploie sur Prospect Hill et le long de la crête est. Le 1st Maryland Infantry (CSA) et le bataillon des Louisiana Tigers du commandant Chatham Roberdeau Wheat sont lancés en premier, entrant dans la ville et la nettoyant des tirailleurs de l'Union. La bataille se distingue par le fait que le 1st Maryland CSA est confronté au combat avec son homologue le 1st Regiment Maryland Volunteer Infantry de l'Union, la seule occasion le l'histoire militaire des États-Unis où deux régiments portant la même identification, numérotation et provenance d'un État, se retrouvent à se combattre l'un contre l'autre. Le jour de la bataille, le capitaine William Goldborough du 1st Maryland Infantry (CSA) capture son frère Charles Goldborough du 1st Maryland Infantry (USA) et le fait prisonnier.
Le colonel John Reese Kenly, commandant les forces de l'Union, établit son quartier général dans la maison Vanoort. Il retire sa force vers le camp (Richards') Hill ; soutenu par une section d'artillerie. La ligne de l'Union forme un arc entre South Fork jusqu'à Happy Creek, défendant le pont de South Fork. L'artillerie de Kenly ouvre le feu et ralentit l'avancée confédérée. L'infanterie confédérée avance dans la ville, se déployant sur une ligne de bataille sous des tirs précis d'artillerie. Une colonne confédérée de contournement se déplace vers l'est, traversant Happy Creek pour tenter de forcer les forces de l'Union de retraiter sans avoir recours à un assaut frontal. Après un long retard dû aux routes boueuses, une batterie de canons rayés est déployée sur ou à proximité de Prospect Hill pour contrer les canons de l'Union sur camp Hill.
Pendant ce temps, après avoir traversé South Fork à McCoy's Ford, le 6th Virginia Cavalry du lieutenant-colonel Flournoy et d'Ashby chevauchent via Bell's Mill et Waterlick Station pour atteindre l'avant-poste de l'Union à Buckton Depot. Ashby réalise un assaut monté, qui lui coûte plusieurs de ses meilleurs officiers avant que les défenseurs de l'Union ne se rendent. Ashby coupe les lignes télégraphiques, scindant les communications entre l'armée de l'Union à Strasburg et la force détachée à Front Royal. Il divise alors la cavalerie, envoyant le régiment de Flournoy vers l'est en direction de Riverton pour menacer l'arrière de Kenly. Ashby reste à Buckton Depot sur la voie ferrée pour empêcher les renforts d'être envoyés à Front Royal.
Découvrant que la cavalerie confédérée approche en provenance de l'ouest, le colonel Kenly abandonne sa position de camp Hill, retraite en traversant les ponts de South Fork et North Fork, et tente de les brûler. le sergent William Taylor reçoit médaille d'Honneur pour sa bravoure lors de cette action. Kenly positionne une partie de son commandement à Guard Hill, alors que les confédérés courent pour éteindre les flammes, préservant les ponts. Pendant que l'infanterie confédérée réparent les ponts pour permettre leur traversée, la cavalerie de Flournoy arrive à Riverton et traverse à gué la rivière, mettant la pression de près sur les forces de Kenly. Dès que l'infanterie confédérée traverse, la position de l'Union peut être contournée par une colonne se déplaçant le long de la rivière. Kenly choisit de poursuivre sa retraite, sa cavalerie surpassée menant une action d'arrière garde contre le 6th Virginia Cavalry de Flournoy.
Kenly retraite le long de la route à péage de Winchester derrière Cedarville, Virginie, avec la cavalerie de Flournoy le poursuivant de près. Jackson chevauche en avant avec la cavalerie, alors que l'infanterie confédérée commencent à traverser les rivières. À Thomas McKay House, 1,6 kilomètre au nord de Cedarville, Kenly se retourne pour marquer le pas, se  déployant sur les hauteurs de la route. La cavalerie de Flournoy enveloppe les flancs de l'Union, provoquant la panique. Kenly tombe blessé, et la défense de l'Union s'effondre. Plus de 700 soldats de l'Union jettent leur armes à terre et se rendent.

## Conséquences

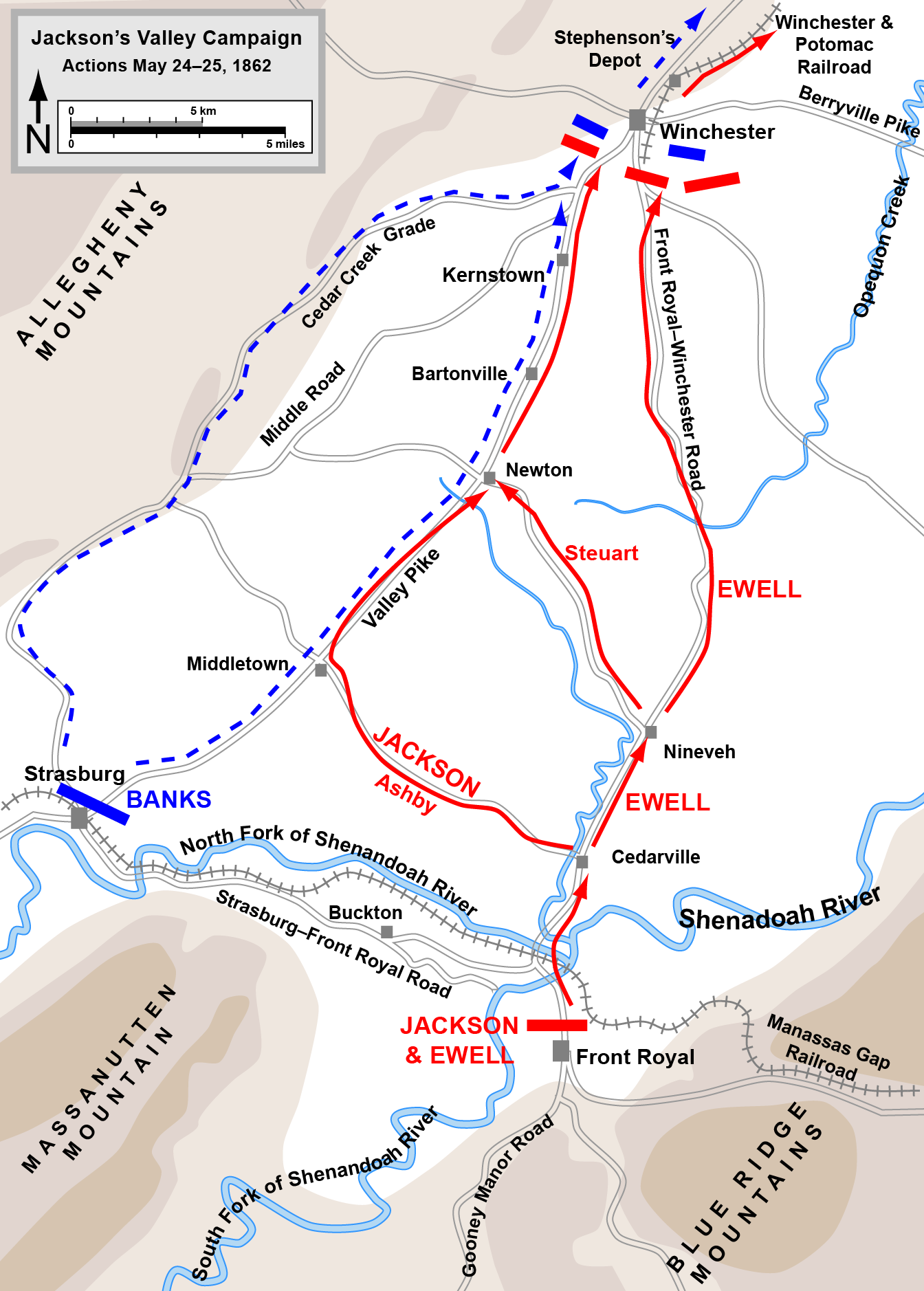
Actions de Front Royal à la première bataille de Winchester, 24 mai- 1862--25 mai 1862.

Les résultats de la bataille sont asymétriques. Les pertes de l'Union sont de 773, dont 691 prisonniers. Les pertes confédérées sont de 36 tués et blessés. Bien que Bank refuse la demande initiale du colonel George H. Gordon de se retirer de Strasburg pur sauver l'armée, lui disant à l'occasion « Par Dieu, Monsieur, je ne retraiterai pas ! Nous avons plus à craindre, Monsieur, de l'opinion de nos amis que des baïonnettes de nos ennemis », il s'y résout le lendemain 24 mai. La victoire de Jackson sur la petite force de l'Union à Front Royal oblige l'armée principale de l'Union à Strasburg sous le commandement de Banks  à une retraite précipitée. Jackson trompe Banks lui laissant croire que l'armée confédérée est dans la vallée principale près de Harrisonburg ; en fait il a marché rapidement vers le nord à New Market et traversé Massanutten via New Market Gap vers Luray. L'avance sur Front Royal rend Jackson capable d'aller directement sur Winchester, Virginie, sur les arrières de l'armée de l'Union. Le 24 mai 1862, Banks retraite au travers de Valley Pike vers Winchester, harcelé par la cavalerie et l'artillerie confédérées à Middletown et Newtown (Stephens City), ouvrant la voie à la première bataille de Winchester le jour suivant.
La confusion créée par l'apparition de Jackson à Front Royal et la retraite hâtive de l'Union de Strasburg vers Winchester contribue matériellement à la défaite de l'armée de Banks à la première bataille de Winchester le 25 mai. Jackson utilise à son avantage sa cavalerie à Front Royal, pour couper les communications entre l'est et l'ouest, et pour porter l'assaut final à Cedarville.
Après la bataille, le 1st Maryland CSA, victorieux, prend en charge les prisonniers du 1st Maryland Regiment de l'Union défait. Beaucoup d'hommes reconnaissent parmi eux des anciens amis et membres de leur famille. Selon J. J. Goldsborough, qui fait la chronique de l'histoire de la ligne du Maryland de l'armée confédérée :
« presque tous ont reconnu des vieux amis et des connaissances, qu'ils ont accueilli chaleureusement, et ont partagé avec eux les rations qui venaient juste de changer de mains ».